# Маровац
Маровац је насеље у општини Медвеђа, у Јабланичком округу, у Србији. Према попису из 2022. било је 42 становника.
Овде се одржава Косидба на Маровцу.
Овде се налази Запис Хаџи Стојанов храст (Маровац).

## Демографија
У насељу Маровац живи 90 пунолетних становника, а просечна старост становништва износи 38,0 година (35,5 код мушкараца и 40,7 код жена). У насељу има 35 домаћинстава, а просечан број чланова по домаћинству је 3,51.
У Маровцу до 2008. године са сталним местом боравка живе следеће породице: Додеровићи, Ристовићи, Ристићи, Паповићи, Његуши, Докнићи, Анђелијићи, Перовићи, Гаџићи, Аџићи, Стојковићи, Јовићи и Младеновићи.
Ово насеље је углавном насељено Црногорцима (према попису из 2002. године), а у последња три пописа, примећен је пад у броју становника.
|  |

| Демографија | Демографија | Демографија |
| Година      | Становника  | Становника  |
| ----------- | ----------- | ----------- |
| 1948.       | 542         |             |
| 1953.       | 583         |             |
| 1961.       | 547         |             |
| 1971.       | 433         |             |
| 1981.       | 243         |             |
| 1991.       | 141         | 141         |
| 2002.       | 123         | 123         |
| 2011.       | 74          |             |
| 2022.       | 42          |             |

| Година пописа     | 1948. | 1953. | 1961. | 1971. | 1981. | 1991. | 2002. |
| ----------------- | ----- | ----- | ----- | ----- | ----- | ----- | ----- |
| Број домаћинстава | 73    | 76    | 73    | 70    | 52    | 38    | 35    |

| Број чланова      | 1 | 2  | 3 | 4 | 5 | 6 | 7 | 8 | 9 | 10 и више | Просек |
| ----------------- | - | -- | - | - | - | - | - | - | - | --------- | ------ |
| Број домаћинстава | 3 | 11 | 5 | 8 | 2 | 4 | 1 | 0 | 0 | 1         | 3,51   |

| Пол    | Укупно | Неожењен/Неудата | Ожењен/Удата | Удовац/Удовица | Разведен/Разведена | Непознато |
| ------ | ------ | ---------------- | ------------ | -------------- | ------------------ | --------- |
| Мушки  | 51     | 20               | 28           | 2              | 1                  | 0         |
| Женски | 46     | 7                | 29           | 10             | 0                  | 0         |
| УКУПНО | 97     | 27               | 57           | 12             | 1                  | 0         |

| Пол    | Укупно                    | Пољопривреда, лов и шумарство | Рибарство                            | Вађење руде и камена | Прерађивачка индустрија       |
| ------ | ------------------------- | ----------------------------- | ------------------------------------ | -------------------- | ----------------------------- |
| Мушки  | 37                        | 31                            | 0                                    | 0                    | 0                             |
| Женски | 23                        | 22                            | 0                                    | 0                    | 0                             |
| УКУПНО | 60                        | 53                            | 0                                    | 0                    | 0                             |
| Пол    | Производња и снабдевање   | Грађевинарство                | Трговина                             | Хотели и ресторани   | Саобраћај, складиштење и везе |
| Мушки  | 0                         | 0                             | 0                                    | 0                    | 0                             |
| Женски | 0                         | 0                             | 0                                    | 0                    | 0                             |
| УКУПНО | 0                         | 0                             | 0                                    | 0                    | 0                             |
| Пол    | Финансијско посредовање   | Некретнине                    | Државна управа и одбрана             | Образовање           | Здравствени и социјални рад   |
| Мушки  | 0                         | 0                             | 5                                    | 1                    | 0                             |
| Женски | 0                         | 0                             | 0                                    | 0                    | 1                             |
| УКУПНО | 0                         | 0                             | 5                                    | 1                    | 1                             |
| Пол    | Остале услужне активности | Приватна домаћинства          | Екстериторијалне организације и тела | Непознато            | Непознато                     |
| Мушки  | 0                         | 0                             | 0                                    | 0                    | 0                             |
| Женски | 0                         | 0                             | 0                                    | 0                    | 0                             |
| УКУПНО | 0                         | 0                             | 0                                    | 0                    | 0                             |

| Национални састав према попису из 2002.‍ | Национални састав према попису из 2002.‍ | Национални састав према попису из 2002.‍ | Национални састав према попису из 2002.‍ | Национални састав према попису из 2002.‍ |
| --------------------------------------- | --------------------------------------- | --------------------------------------- | --------------------------------------- | --------------------------------------- |
|                                         |                                         |                                         |                                         |                                         |
| Црногорци                               | Црногорци                               |                                         | 95                                      | 77,23%                                  |
| Срби                                    | Срби                                    |                                         | 28                                      | 22,76%                                  |

| Национални састав према попису из 2022.‍ | Национални састав према попису из 2022.‍ | Национални састав према попису из 2022.‍ | Национални састав према попису из 2022.‍ | Национални састав према попису из 2022.‍ |
| --------------------------------------- | --------------------------------------- | --------------------------------------- | --------------------------------------- | --------------------------------------- |
|                                         |                                         |                                         |                                         |                                         |
| Срби                                    | Срби                                    |                                         | 35                                      | 83,3%                                   |
| Црногорци                               | Црногорци                               |                                         | 6                                       | 14,3%                                   |